# Tipula melanomera
Tipula melanomera är en tvåvingeart. Tipula melanomera ingår i släktet Tipula och familjen storharkrankar.

## Underarter
Arten delas in i följande underarter:
- T. m. gracilispina
- T. m. melanomera